# Lymantria elassa
Lymantria elassa este o specie de molii din genul Lymantria, familia Lymantriidae, descrisă de Collenette 1938 Conform Catalogue of Life specia Lymantria elassa nu are subspecii cunoscute.